# Ricardo Peña (futbolista)
Ricardo Peña (Ciudad de México; 27 de mayo de 1992) es un futbolista mexicano que juega como lateral derecho y su equipo actual es el C.D. Irapuato de la Liga de Expansión MX.

## Inicios
Surgido de la cantera de los Pumas de la UNAM en 2010, paso por las diferentes filiales del equipo Universitario como Pumas Morelos y Pumas Naucalpan.
Debuta con la filial del estado de Morelos en la ya extinta Liga de Ascenso de México, el día 30 de julio del 2011.

### Querétaro Fútbol Club
Debuta en profesionalmente el 1 de octubre del 2016 frente a Santos Laguna. Con el equipo queretano logró ganar una Copa MX.

### Cimarrones de Sonora
Llega con los Sonorenses en 2018 jugando en la Liga de Ascenso.

### Querétaro Fútbol Club: 2 Etapa
Después de estar un año con los Cimarrones volvería con los Gallos Blancos pero solo tendría participación en 3 juegos.

### Celaya Fútbol Club
Llega con los Toros del Celaya para el Torneo Guard1anes 2020.

### Mineros de Zacatecas
Llega en el año 2024 con el equipo zacatecano.

## Palmarés

### Campeonatos nacionales
| Título  | Club            | País   | Año  |
| ------- | --------------- | ------ | ---- |
| Copa MX | Querétaro F. C. | México | 2016 |